# آروو آلتونن
آروو آلتونن (فنلاندی: Arvo Aaltonen؛ ۲ دسامبر ۱۸۹۲ – ۱۷ ژوئن ۱۹۴۹) شناگر اهل فنلاند بود.
وی در مسابقات کشوری و بین‌المللی در مجموع برندهٔ ۲ مدال برنز شده‌است.